# Weißer Turm (Weißenthurm)

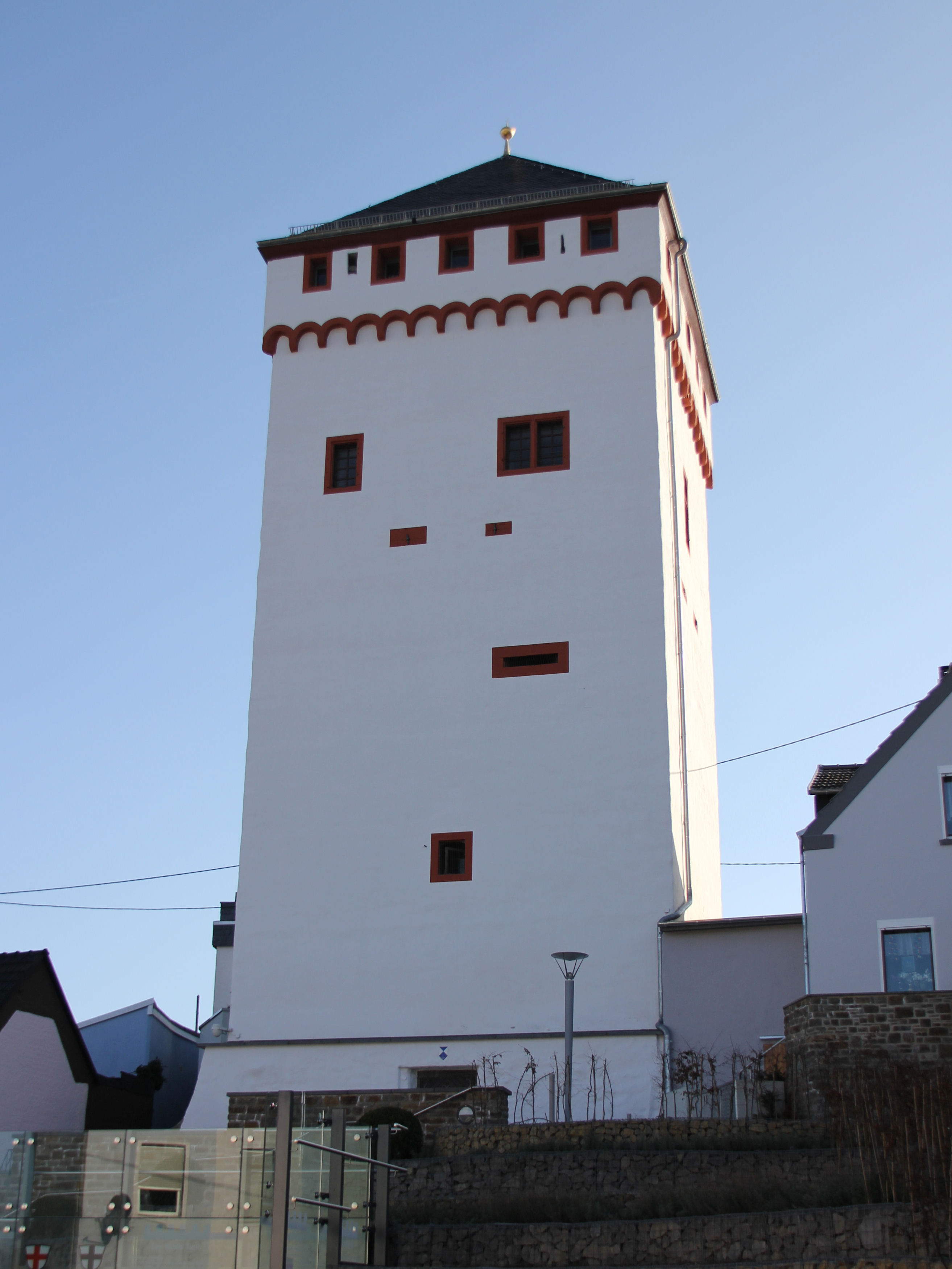
Der Weiße Turm in Weißenthurm

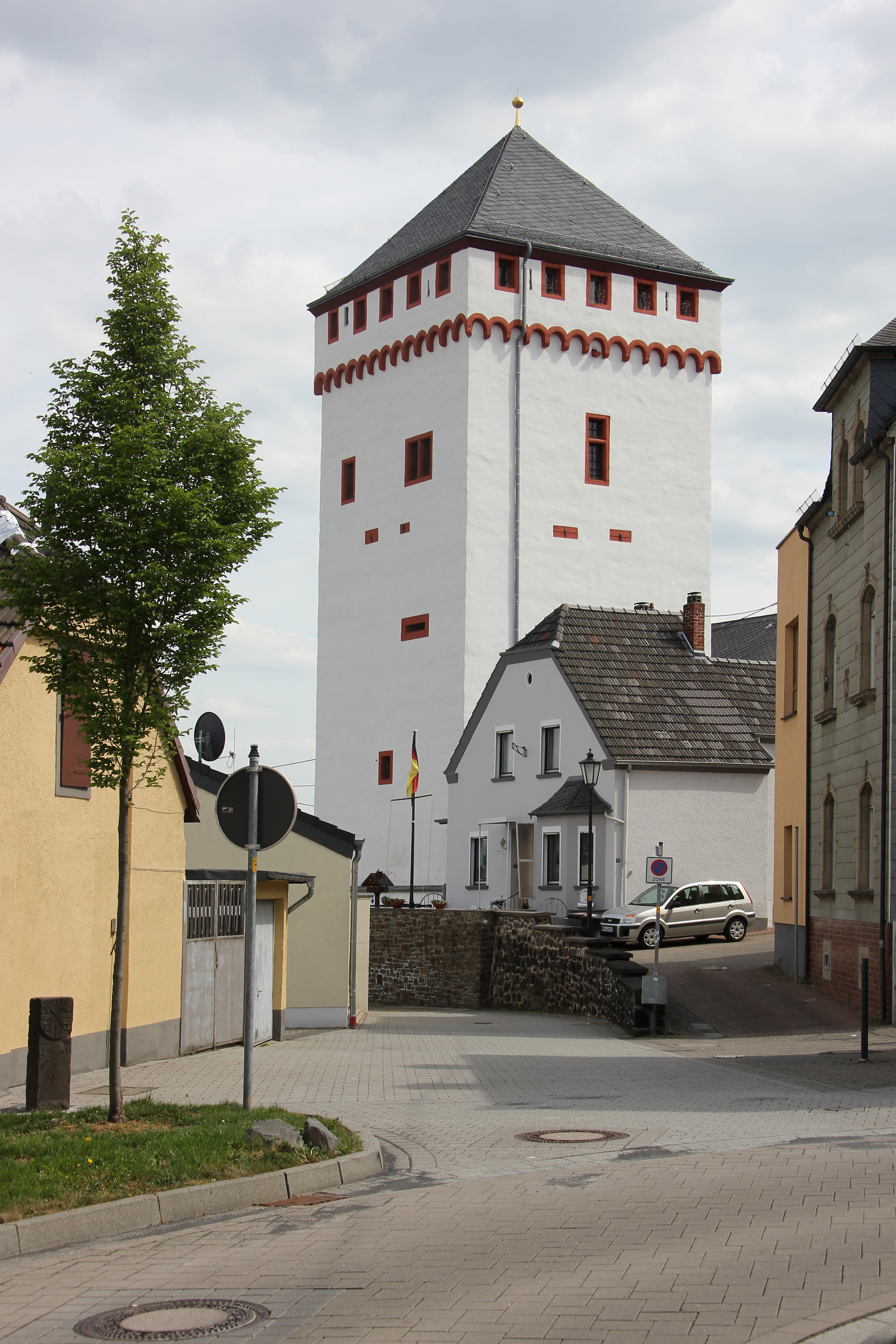
Nordwestseite des Turms, links bei dem Baum der Grenzstein zwischen Kurtrier und Kurköln

Der Weiße Turm, auch Eulenturm genannt, ist ein alter Zoll- und Wohnturm in Weißenthurm (Rheinland-Pfalz).

## Geschichte
Der Weiße Turm ist urkundlich erstmals im Jahr 1550 bezeugt, wurde baugeschichtlichen Erkenntnissen zufolge aber bereits im frühen 15. Jahrhundert errichtet, wahrscheinlich unter dem Trierer Erzbischof und Kurfürsten Werner von Falkenstein (1388–1418). Er markierte die Grenze zwischen Kurtrier und Kurköln, die von 1335 bis 1803 etwas nordwestlich vom Turm verlief.
Die Seitenflächen des auf einem flachen Schieferfelsen gelegenen quadratischen Baus weisen genau die Himmelsrichtungen. Der einschließlich Erd- und Dachgeschoss fünfgeschossige Turm ist etwa 28,5 m hoch; die Außenwände sind im Erdgeschoss etwa 2,2 m, im mittleren Teil etwa 1,65–1,70 m stark. Das Mauerwerk besteht aus Bruchstein. Der helle Putz war namensgebend für den Turm und damit zugleich für die spätere Siedlung. Der Turm stand zunächst frei; um 1650 begann die Besiedlung in der Umgebung. Die Menschen lebten vom Durchgangsverkehr an der Grenze. Der Ort Weißenthurm erhielt 1663 von dem Trierer Erzbischof und Kurfürsten Karl Kaspar von der Leyen das Marktrecht.
Der Weiße Turm war ursprünglich Grenz- und Zollturm. An seinem Fuße führte die Handelsstraße von Mainz über Koblenz und Bonn nach Köln vorbei. Ein Graben verlief vom Turm bis zum Rhein und versperrte so den Weg. Nur über eine Brücke, die mit einem Schlagbaum versehen war, konnte der Graben passiert werden. Dabei wurde für Kurtrier der Landzoll erhoben. Als verteidigungsfähiger Wohnturm, der auch den Einsatz von Feuerwaffen ermöglichte, war der Weiße Turm Teil der von Werner von Falkenstein angelegten kurtrierischen Landwehr, die von hier über die Burg Wernerseck bis nach Mayen reichte.
Ende des 18. Jahrhunderts wurde der Weiße Turm zum Gefängnis umgerüstet, mit einem dunklen Verlies und Räumen in zwei darüberliegenden Geschossen. Im vierten Geschoss war eine kleine beheizbare Wohnung für den Turmwächter eingerichtet. Schmale, steile Treppen führen in den Mauern bis zum etwa 1820 mit einem Pyramidendach versehenen Dachgeschoss.
Der Weiße Turm beherbergt heute das Heimatmuseum der Stadt Weißenthurm. Im Jahr 2009 wurden der Turm und das umgebende Gelände für 740.000 Euro umfangreich saniert.

## Denkmalschutz
Der Weiße Turm ist ein geschütztes Kulturdenkmal nach dem Denkmalschutzgesetz (DSchG) und in der Denkmalliste des Landes Rheinland-Pfalz eingetragen. Er steht in Weißenthurm in der Altestraße.
Des Weiteren ist er ein geschütztes Kulturgut nach der Haager Konvention und mit dem blau-weißen Schutzzeichen gekennzeichnet.